# Шайхутдінов Роман Олександрович
Роман Олександрович Шайхутдінов (тат. Роман Шәйхетдинов; 28 серпня 1974, Казань) — російський промисловий і державний діяч.

## Біографія
Народився 28 серпня 1974 року в Казані.

### Освіта
У 1996 році закінчив Казанський державний університет ім. В. І. Ульянова-Леніна за спеціальністю «Юриспруденція»; в 2000 році закінчив аспірантуру юридичного факультету Казанського державного університету за спеціальністю «Правознавство» (2000).
Пройшов в 2016 році навчання в Російській академії народного господарства і державної служби при Президенті РФ за додатковою професійною програмою «Управлінська майстерність: розвиток регіональних команд». В цьому ж році стажувався в Коледжі державної служби Сінгапуру.
У 2017 році навчався за спільною програмою Московської школи управління «Сколково» і Казанського (Приволзького) федерального університету «Модель управління стратегічними проектами Республіки Татарстан». У 2018 році пройшов перепідготовку в Російській академії народного господарства і державної служби при Президенті РФ за програмою «Магістр державного управління».
У 1995—1997 роках працював спеціалістом I категорії правового департаменту Міністерства зовнішніх економічних зв'язків Республіки Татарстан. У 1997—1998 роках провідний спеціаліст юридичного відділу Міністерства фінансів Республіки Татарстан.
У 1998—2000 роках — начальник юридичного відділу ТОВ " Телемережі ". У 2000—2002 роках — генеральний директор ТОВ «Мережі телекомунікаційних компаній» (місто Москва). У 2002—2011 роках — генеральний директор ТОВ «Телемережі». У 2006—2011 роках одночасно був головним операційним директором групи компаній Teleset Networks.
У період з липня 2011 по травень 2012 року — директор філії ВАТ " Ростелеком " в Республіці Татарстан.
28 травня 2012 року обійняв посаду заступника Прем'єр-міністра — Міністра інформатизації та зв'язку Республіки Татарстан.
З 5 червня 2019 року — заступник Прем'єр-міністра Республіки Татарстан, відповідальний за розвиток проекту Іннополіс «по Особливій економічній зоні, місту Іннополіс і Університету Іннополіс».
Одружений, троє дітей: дочки Олена і Софія, син Борис.

## Заслуги
- Лауреат російського конкурсу «Менеджер року — 2004», переможець конкурсу Міністерства зв'язку Республіки Татарстан «Кращий керівник галузі — 2004» в номінації «За темпами зростання монтованої провідної ємності».
- Має звання «Майстер зв'язку» (2010) і почесне звання «Заслужений працівник інформатизації та зв'язку Республіки Татарстан» (2018).
- Нагороджений медаллю «В пам'ять 1000-річчя Казані» (2005) і пам'ятною медаллю «XXVII Всесвітня літня універсіада 2013 року в м. Казані» (2013). А також медаллю ордена «За заслуги перед Вітчизною» II ступеня (2014 року) і пам'ятною медаллю «XXII Олімпійські зимові ігри та XI Паралімпійські зимові ігри 2014 року в м. Сочі» (2014 року).
- Удостоєний Подяки міністра зв'язку і масових комунікацій Російської Федерації (2013, 2018), а також Подяки Президента Республіки Татарстан[7] (2016, 2018).
- Лист подяки від Федерального державного унітарного підприємства «Пошта Росії» за сприяння в будівництві логістичного поштового центру в Казані (2018).